# Jakob Forsstedt
Jakob "James" Forsstedt, född 30 juli 1851 i Avesta, död 26 juli 1929 i Västerås, var en svensk ingenjör. Han var far till Ralph Forsstedt.
Jakob Forsstedt var son till kopparsmidesmästaren Jakob Forsstedt. Han inskrevs vid Teknologiska institutet 1872 och utexaminerade som bergsmekanist 1875. Forsstedt var ritare vid byggningsarbeten för Domnarvets Jernverk och ingenjör vid Dejefors bruk 1875–1879. Han utvandrade 1880 till USA där han arbetade i 18 år vid Washburn och Moens järn- och stålverk i Worcester, Massachusetts och befordrades efterhand till chefskonstruktör, överingenjör och assistant general superintendent. Då Nordiska Metall AB bildades 1897 för att anlägga ett modernt och leveranskraftigt metallverk i Västerås inbjöds Forsstedt att som överingenjör planera den nya anläggningen och leda dess uppförande och därefter följa tillverkningen. 1898 kom han till Sverige och trädde i tjänst för bolaget. Redan 1899 kunde de första leveranserna från fabriken ske. 1902 startade Forsstedt tillverkning av hylsor till 6,5 × 55 mm ammunition och halvfabrikat av sådana till statens egen fabrik. Tidigare hade de importerats från Tyskland och Österrike. 1908 övertog han den tekniska ledningen för Skultuna bruk och Granefors bruk, vilka året innan uppgått i Nordiska Metall AB och som i samband med det bytt namn till AB Svenska Metallverken. 1913 övergick Forsstedt till Finspongs Metallverks AB, där han ledde ombyggnationen av Stens bruks järnverk till ett modernt metallverk. 1914 stod hans anläggning färdig. 1916 flyttade han till Västerås, där han bedrev konsulterande ingenjörsverksamhet. Bland annat gjorde han upp planer för anläggningar vid järnverk och vid Svenska Elektromekaniska AB i Helsingborg, samt utförde arbeten för norska staten. Under sin tid i Worcester intog han en ledande ställning inom den svenska kolonin där, var en av stiftarna av Lutherska kyrkan, grundade en svensk tidning och var en tid dess redaktör samt tog initiativet till en svensk kyrkogård.